# Philae (űrszonda)

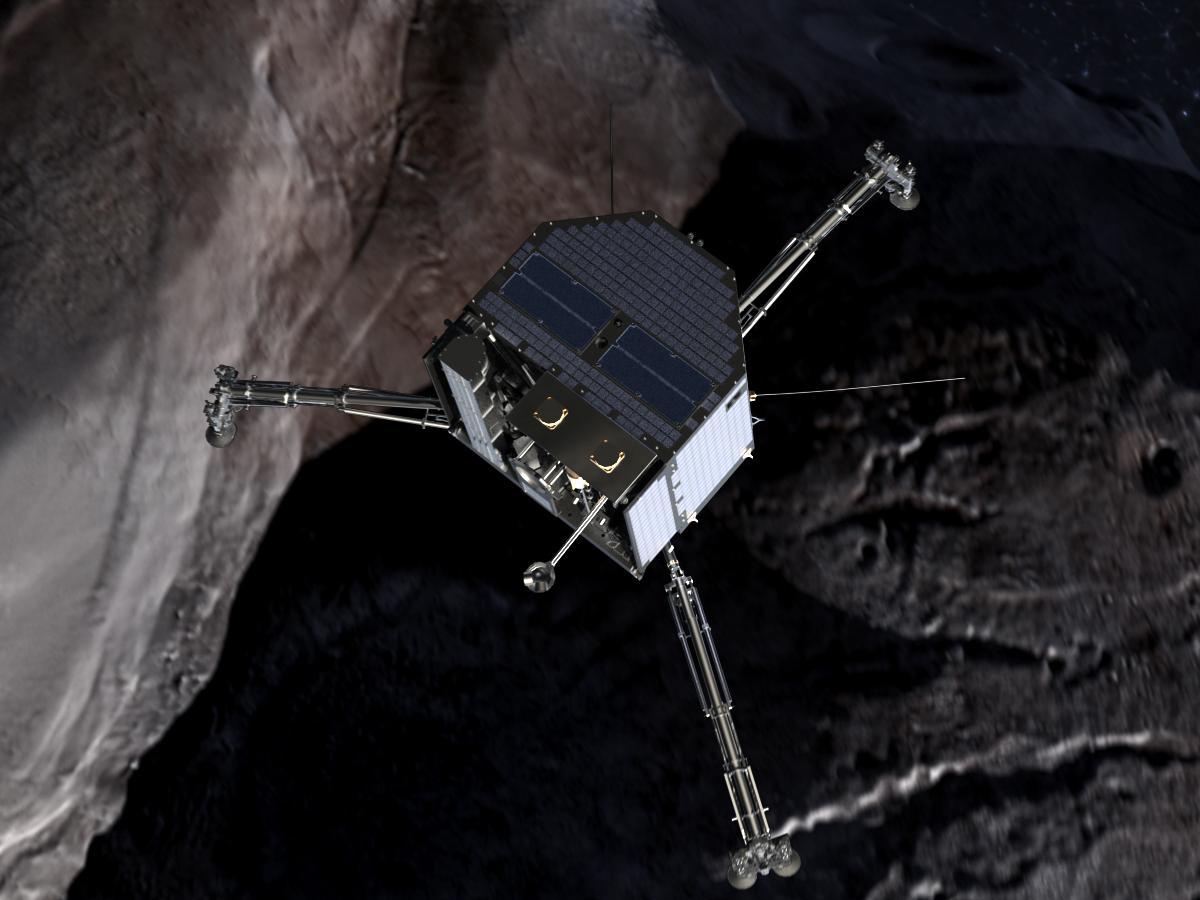
A Philae leszállóegység felülnézete

A Philae (régebbi nevén RoLand) az Európai Űrügynökség Rosetta űrszondájának leszállóegysége, amelynek fedélzeti vezérlő és adatgyűjtő számítógépének szoftverét magyar fejlesztők készítették. 2014. november 12-én megérkezett a 67P/Csurjumov–Geraszimenko üstökösre, ezzel az első ember által alkotott eszköz lett, amely leszállt egy üstökösön és fényképeket küldött a felszínéről.
A leszállóegység a nevét a Nílus Philae nevű szigetéről kapta, ahol egy obeliszket találtak, melyet a rosette-i kővel együtt az egyiptomi hieroglifák megfejtéséhez használtak.

## A küldetés
A szonda eredetileg a 46P/Wirtanen üstökössel találkozott volna. Az Ariane 5 hordozórakéta egyik sikertelen indítása miatt vált szükségessé, hogy a kitűzött célt a 67P/Csurjumov–Geraszimenko üstökösre módosítsák. Az üstökös tömegéből adódó nagyobb ütközési sebesség miatt a leszállító szerkezetet (landing gear) módosítani kellett. A felbocsátási időpont és a cél módosításán kívül a misszió menete változatlan maradt.
A Philae küldetése, hogy leszálljon az üstökösmag felszínén, és adatokat küldjön az üstökös összetételéről. A Deep Impact szondától eltérően ez nem becsapódó egység. 2006-os ellenőrzés szerint a műszerekkel komoly probléma nem merült fel. A leszállóegység és néhány műszere a 2007. február 25-i Mars-megközelítés során működött először autonóm módon. A CIVA kamerarendszer néhány képet készített, miközben a többi műszer ki volt kapcsolva; a ROMAP méréseket végzett a Mars magnetoszférájában. A többi műszernek az elemzéshez közvetlen felszíni kontaktusra van szüksége, így ekkor ki voltak kapcsolva.

## Felépítése
A fő szerkezeti egység szénszál erősítésű műanyagból készült lemez, amely a mechanikai stabilitást szolgálja, melyhez egy hatszög alakú „szendviccsel” van rögzítve a műszerek elhelyezésére szolgáló platform. Teljes tömege kb. 100 kg. A külső burkolatot energiatermelő napelemek borítják.

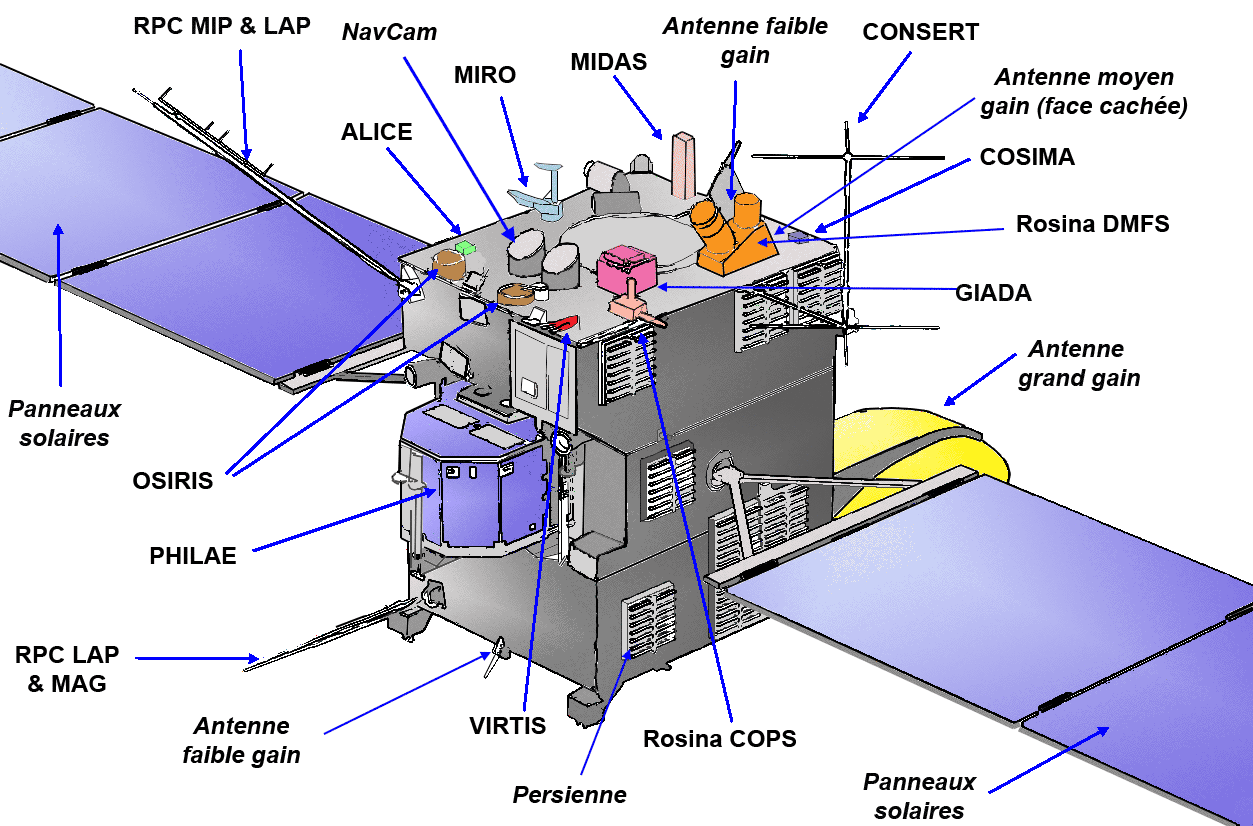
Az űrszonda és a leszállóegység sematikus rajza
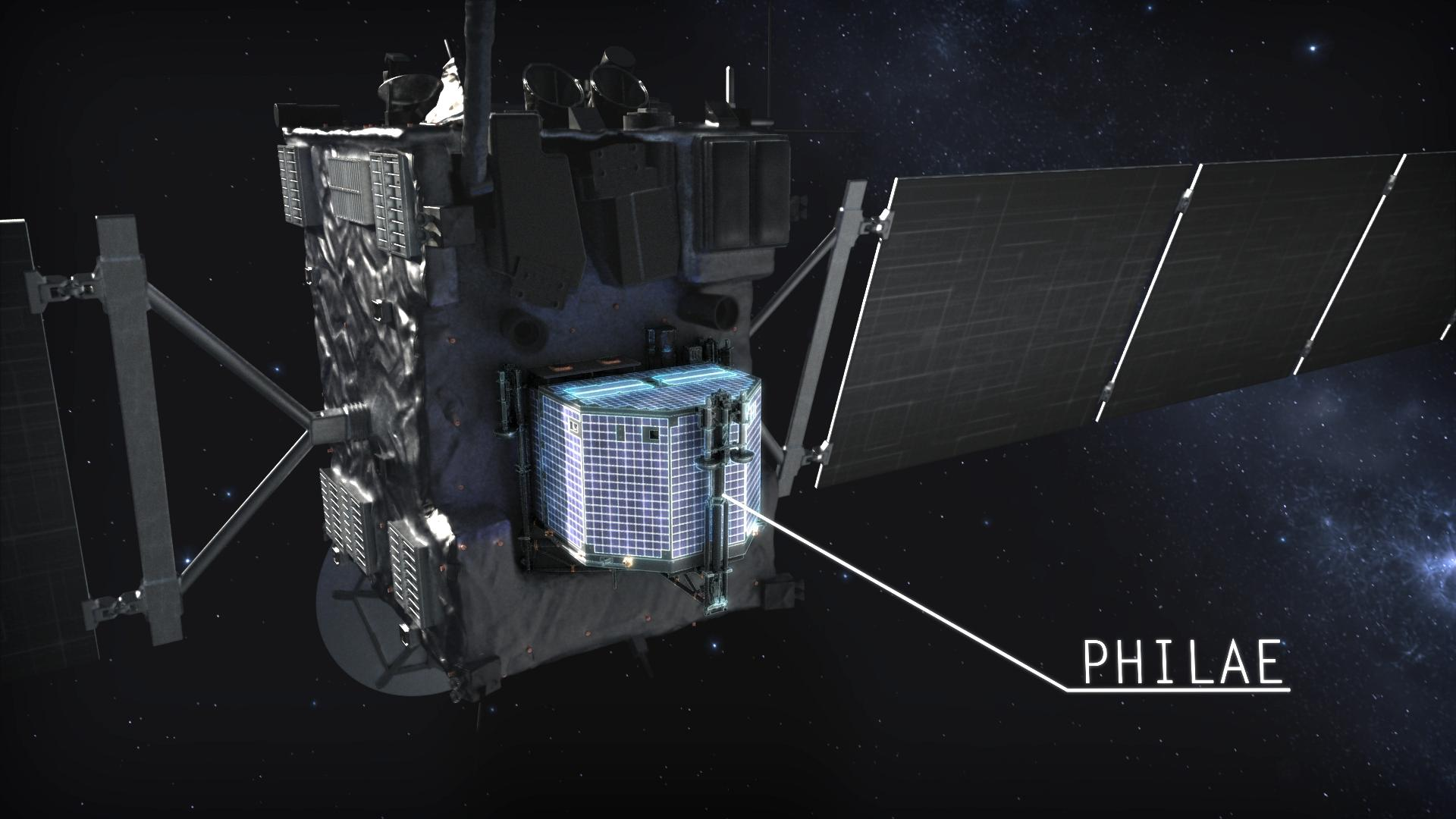
Philae a Rosettára erősítve
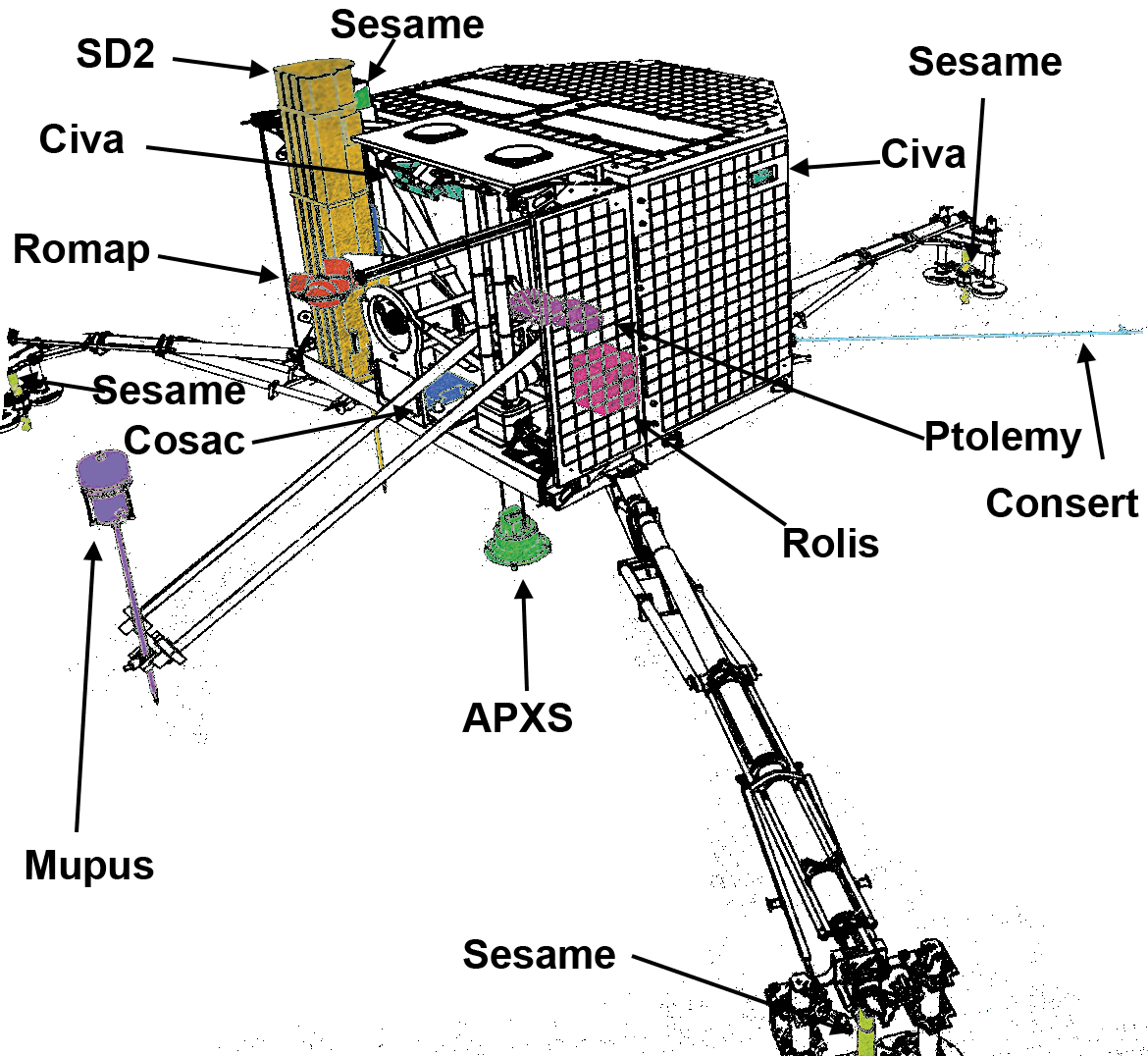
A műszerek elhelyezése
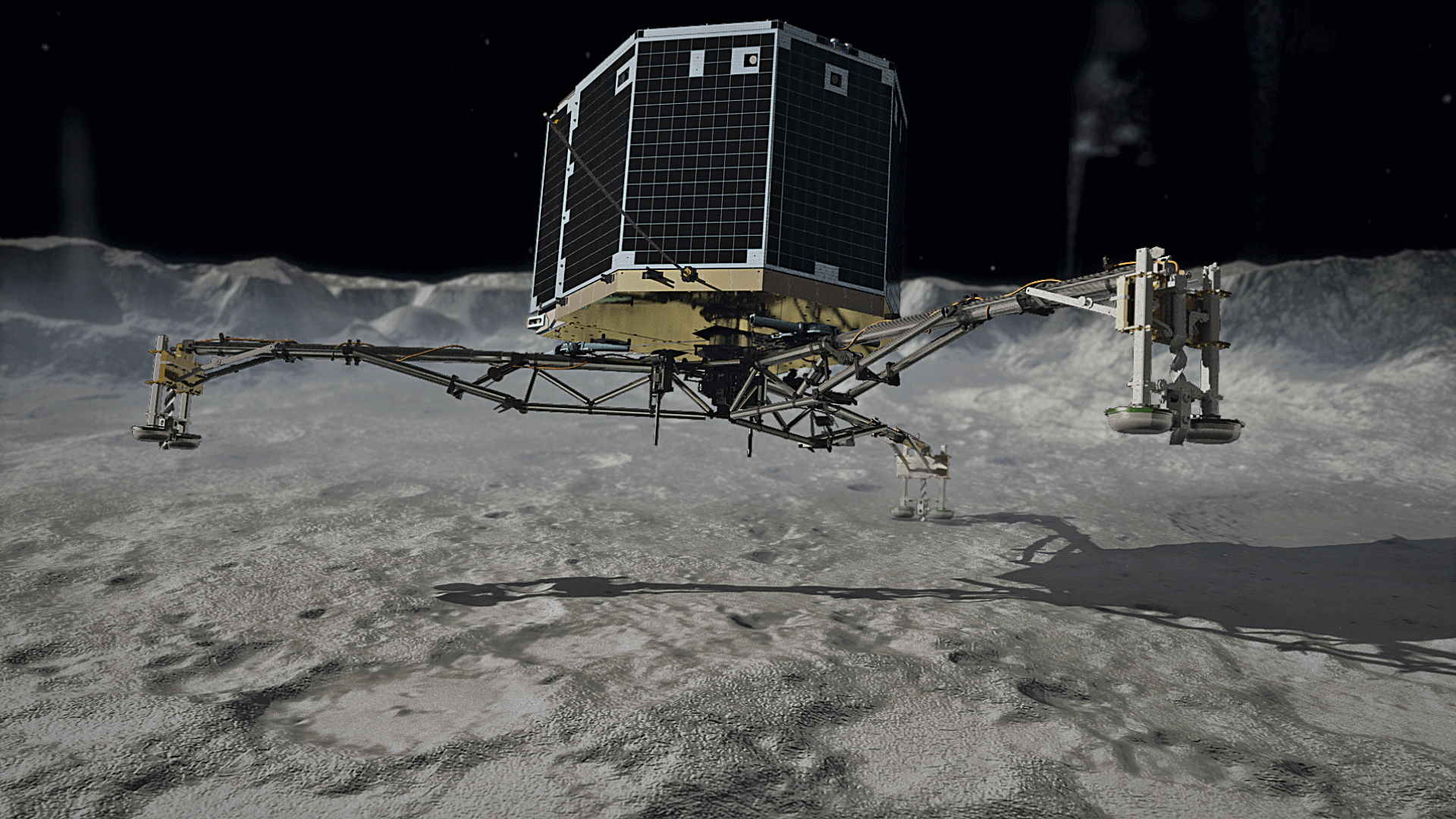
A Philae leszállásáról készült elképzelés (fantáziarajz)
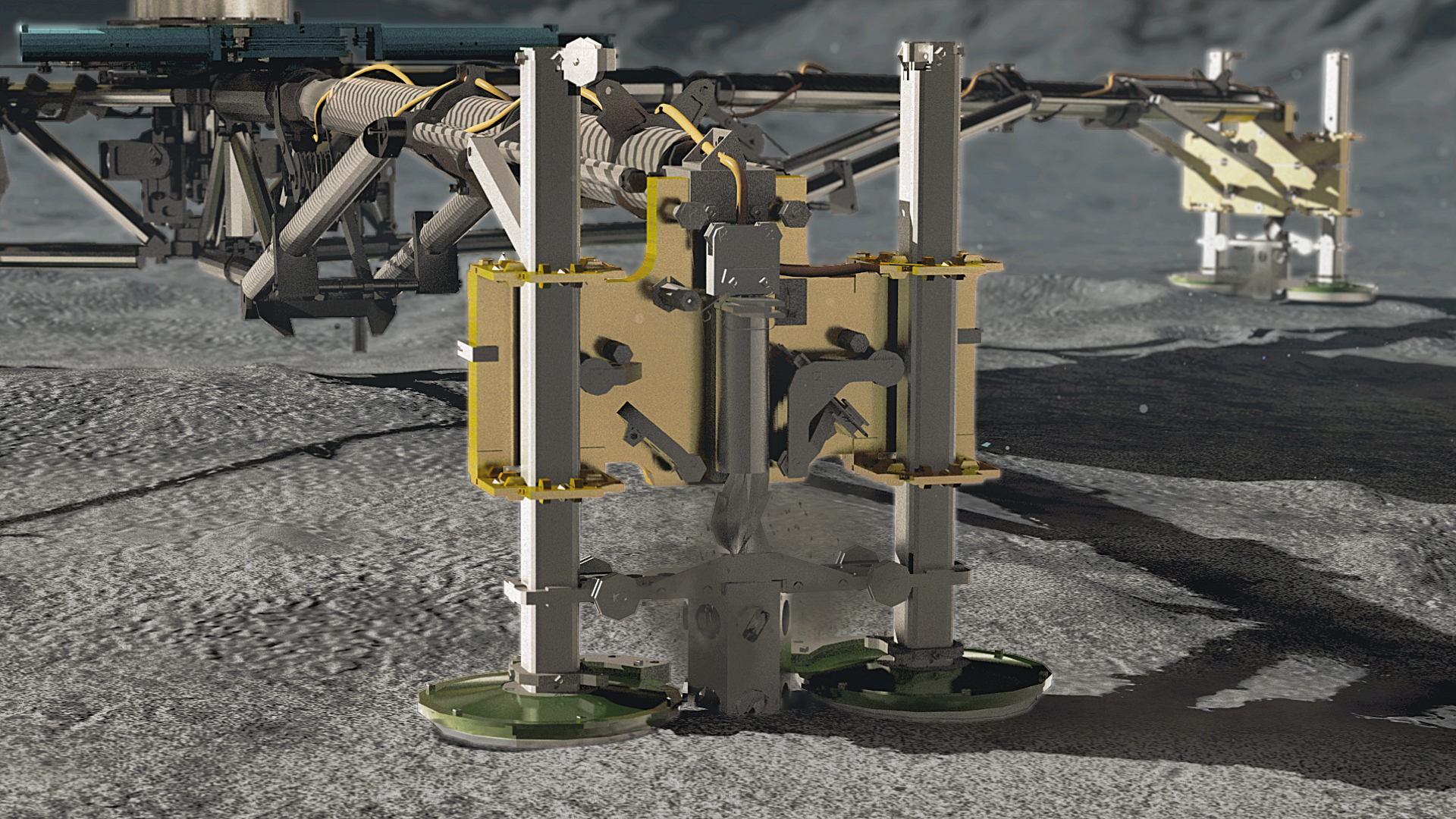
A Philae támasz-végződései, csavaros megoldással

### Műszerek
A leszállóegység hasznos terhe 10 tudományos műszer, melyek kb 26,7 kg-nyi össztömeggel a leszállóegység teljes tömegének csaknem harmadát teszik ki.
- APXS (Alpha Proton X-ray Spectrometer = Alfa proton röntgen spektrométer): Az APXS a leszállóegység alatti felszín vegyi összetételét elemzi. A műszer a Mars Pathfinder APXS műszerének egy javított változata.
- COSAC (The COmetary SAmpling and Composition ~ üstökös mintavevő és elemző): A kombinált gázkromatográf és repülési időben működő tömegspektrométer elvégzi a felszíni minták elemzését, és  meghatározza az illékony komponensek összetételét.
- Ptolemy (az üstökösmag illanó anyagainak összetételét vizsgáló műszer)
- CIVA (Comet Nucleus Infrared and Visible Analyzer = üstökösmag infravörös és látható tartomány analizátor)
- ROLIS (Rosetta Lander Imaging System = Rosetta leszállóegység kamera - a leszállóegység alatti üstökösfelszín közeli "mikroszkópos" vizsgálatára)
- CONSERT (COmet Nucleus Sounding Experiment by Radiowave Transmission ~ üstökösmag rádióhullám-terjedési kísérlet). A Consert radarja a Philae és a keringő egység által kibocsátott elektromágneses hullámok magon keresztüli terjedésének a vizsgálatával végzi a mag tomográfiáját, mellyel meghatározható az üstökösmag belső szerkezete és következtethetünk összetételére.
- MUPUS (MUlti-PUrpose Sensors for Surface and Sub-Surface Science = többcélú tudományos műszer az üstökös felszíni és felszín alatti tulajdonságainak vizsgálatára)
- ROMAP (Rosetta Lander Magnetometer and Plasma Monitor = Rosetta leszállóegység magnetométer és plazmamonitor)
- SESAME (Surface Electric Sounding and Acoustic Monitoring Experiment = felszíni elektromos, hang- és akusztikus monitorozó kísérlet)
- SD2 (The sampling, drilling and distribution subsystem = Mintavevő, fúró és elosztó alrendszer)

A tíz leszálló műszer, a tizenegy tudományos műszer tervezéséhez, fejlesztéséhez, valamint megépítéséhez magyar szakértők is hozzájárultak:
- KFKI RMKI és SGF Kft: a Philae leszállóegység hibatűrő fedélzeti vezérlő és adatgyűjtő számítógépének (CDMS)  fejlesztése
- KFKI RMKI: öt különböző mérőberendezést tartalmazó plazma-mérőrendszer (RPC) fejlesztésében való részvétel, amely a Rosetta orbiter műszere
- KFKI AEKI: a Philae leszállóegység két tudományos műszerének tervezése és elkészítése
- Budapesti Műszaki és Gazdaságtudományi Egyetem: Philae leszállóegység fedélzeti energiaellátó és -elosztó rendszer (PSS) tervezése[4]

## Történet

### Leszállás
2014. november 12-én a felélesztést követő működtetési próba azt mutatta, hogy a Philae tetejére épített és annak elsődleges rögzítésére szolgáló kilövő berendezés (ADS) nem működött. Mivel ennek kijavítására nem volt lehetőség és a két másik, felszínfogásra szolgáló eszköz (LG és horgonyok) hibátlanul szerepelt, az ESA a Philae-nek az üstökösre való leszállása mellett döntött.
A leszállóegység a hordozó szondáról leválás után 7 órás „szabadeséssel”, ballisztikus pályán közelítette meg üstököst, majd látszólag sikeresen landolt.
Philae felszínre érkezése során (a leszállási ütközés meglepő enyhesége miatt) a lehorgonyzásra szánt szigonyok nem működtek, emiatt kétszer is felpattant a felszínről. Az első felpattanás 38 cm/s sebességgel történt, ami szerencsére nem haladta meg az üstököstől való 44 cm/s-os szökési sebességet. A Philae kb. 1 km-re elemelkedett, ezt követően 1 óra 50 percig szabadeséssel mozgott a felszín felé, majd beleütközve újból eltávolodott tőle – ezúttal 7 perc alatt kisebb távolságra –, végül az üstökös jeges, poros talaján való több méteres megcsuszamlás után, az eredetileg kijelölt leszállási helytől kb. 1 km-re, egy durva, kissé sziklás talajú, árnyékos helyen, a háromból két horgonyra támaszkodva, a függőlegestől 30°-kal megdőlve, de működő műszerekkel megállt. A harmadik rögzítőelem hiányában a mintavételre tervezett talajfúrás kényesebb feladat. Az irányítócsoport a kiküldetést úttörő feladatnak tekinti; még a landolóeszköz hiányosságait is számításba véve, mert a műszerek feladatuk 80%-át nem nagy késedelemmel a landolás után energiapótlás nélkül is sikeresen elvégezték.

#### Első üzenet
Philae a következő Twitter üzenetet küldte a Földre: "Philae Lander@Philae2014: Touchdown! My new address: 67P! #CometLanding". A Twitter üzenetet minden európai nyelven elküldte a szonda, így magyar nyelven is "Philae Lander@Philae2014: Landoltam! Az új címem: 67P! #CometLanding". A leszállás idején a rádióüzenet 28 perc alatt ért a Földhöz. Néhány órával később a CIVA elküldte az első néhány panoráma fényképet a Philae közvetlen környezetéről az üstökös felszínéről.

### A műszerek első adatai

#### COSAC
Érzékelte legalább 3 szénatomot tartalmazó molekula jelenlétét.

#### MUPUS
Megmérte az üstökös belsejében uralkodó hőmérsékletet (-150 °C), de a szigony csak néhány centiméterre tudott a 10–20 cm vastag porral takart, nagy keménységű jégfelszínbe behatolni.

#### SD2
Ez a fúró még nem működött az energiaszolgáltatás hiányában, és Philae egyik tartólábának lazasága miatt. Az akkumulátorok feltöltött állapota kell hozzá.

#### SESAME-CASSE
A tartólábak végére erősített akusztikus érzékelőműszer rögzítette a leszállás által keltett lökésből származó rezgés lefolyását.

#### CONSERT
Ennek segítségével lehetett megállapítani a robot helyzetét, ami landolási helyén nem volt látható.

#### ROMAP
Ennek a magnetométernek a segítségével tudta a kutatócsoport megállapítani a szonda landolás utáni helyzetét.

### Kényszerpihenés
Földi kommunikációra az elektromosenergia-igény csökkentésére átjátszóállomásként a keringő űrszondát használja.
A felszíni működés időtartamát egy hétre tervezték, de a lehetőségektől függő több hónapos kibővített misszióra is fel volt készítve. Mivel a leszállóegység nem a kiválasztott helyen, hanem a tervezettől egy kilométerre távolabb, részben árnyékos helyen landolt, ezért a napelemből történő energiaellátása nem elégséges (az üstökös forgásából adódó 12,4 órás periódus alatt a számított 6-7 órás napsütés helyett csak 1,5 óráig éri a Nap), így a beépített akkumulátorai energiáját használta, amik azonban összesen csak legfeljebb 2,5 napos működést tettek lehetővé. A tervek szerint az üstökös fúrását ennek az időszaknak a vége felé kísérlik meg, mert fennáll a veszélye annak, hogy ekkor elszakad a felszíntől és az a küldetés végét jelenti.
Az árnyékban pihenő űreszköz hibernált, alvó állapotba került, és sokáig így is marad, újraélesztésére akkor lesz esély, amikor az üstökös a pályáján újra napközelbe ér és a  leszállóegység napelemei feltölthetik az akkumulátorokat.

### Második üzenet
„Hello Earth! Can you hear me?”
2015. június 13-án a leszállóegység 85 másodpercre kapcsolatba lépett a Rosetta szondával. A Földre továbbított üzenet szerint az egység jó állapotban van, üzemi hőmérséklete -35˚C, és 24 watt áll a rendelkezésére.

## Fordítás
- Ez a szócikk részben vagy egészben  a   Philae_(spacecraft) című angol Wikipédia-szócikk ezen változatának fordításán alapul.  Az eredeti cikk szerkesztőit annak laptörténete sorolja fel. Ez a jelzés csupán a megfogalmazás eredetét és a szerzői jogokat jelzi, nem szolgál a cikkben szereplő információk forrásmegjelöléseként.